# Братья Доннелли
«Бра́тья До́ннелли» — американский телесериал, повествующий о четырёх братьях-ирландцах, оказывающихся втянутыми в организованную преступность Нью-Йорка. Пилотный эпизод сериала был показан 26 февраля 2007 года на телеканале NBC. Было показано 13 серий, и после первого сезона сериал был закрыт.

## Сюжет
Действие сериала происходит в Нью-Йорке. Четверо братьев, выходцев из Ирландии, из-за проблем с деньгами вынуждены сотрудничать с местным боссом мафии. Несмотря на неблагоприятное стечение обстоятельств, из-за которого один из братьев, Джимми, попадает в тюрьму, мужчины благодаря семейной сплочённости и стремлению оборвать связи с преступным миром, в конце концов добиваются своего.

## В ролях
- Джонатан Такер — Томас «Томми» Доннелли
- Том Гайри — Джеймс «Джимми» Доннелли
- Билли Лаш — Кевин Доннелли
- Майкл Шталь-Дэвид — Шон «Шонни» Доннелли
- Оливия Уайлд — Дженни Райли
- Кит Ноббс — Джо Айс Крим
- Керк Асеведо — Ники Коттеро